# Oststadtschule Eisenach
Die Oststadtschule ist ein denkmalgeschütztes Schulgebäude im Osten des Stadtgebietes von Eisenach in Thüringen. Mit Beginn des Schuljahres 2013/2014 wurde in dem bisher als Regelschule genutzten Gebäude die erste Gemeinschaftsschule der Stadt eingerichtet.

## Geschichte
Die Oststadtschule wurde im Jahr 1900 mit 727 Schülern und elf Lehrern eröffnet und zu Ehren des damaligen Thronfolgers Wilhelm-Ernst-Schule benannt. Das Gebäude entstand nach Entwürfen des Eisenacher Architekten Hermann Hahn. Erster Rektor der Schule war Ferdinand Werneburg, der auch als Mathematiklehrer Unterricht erteilte, sein Amtsnachfolger wurde Dr. phil. Eduard Leidolph.
Am Ostrand des Schulgeländes entstand ein separater Straßenabschnitt – heute Schulstraße, der von der damaligen Wilhelm-Ernst-Straße (jetzt Friedensstraße) abzweigte. Das weitläufige Schulgelände verfügte bereits über einen Schulgarten.
Ein heute verwahrloster Kinderspielplatz lag ebenfalls ursprünglich auf dem Schulgelände. Die großzügig dimensionierte und für die damalige Zeit bereits modern ausgestattete Schule markierte das Zentrum des nach 1900 neu entstandenen, überwiegend von (Bahn-)Arbeitern und Angestellten bewohnten Stadtteils „Oststadt“.
Zum ursprünglichen Einzugsgebiet der Schule gehörten auch die Eisenacher Vororte Rothenhof, Fischbach (die dortige Dorfschule wurde im Jahr 1900 geschlossen), Hofferbertaue sowie die nördlich und östlich des Eisenacher Hauptbahnhofes gelegenen Straßenzüge der Heinrichstraße, Langensalzaer Straße, Karolinenstraße, Im Palmental und Weimarische Straße mit weiteren Seitenstraßen. Erst die Errichtung des Eisenacher Plattenbaugebietes „August Rudloff“ am Petersberg führte zu einer deutlichen Verringerung des Einzugsgebietes der Oststadtschule.
Nur fünf Gehminuten entfernt befand sich südlich der Bahnanlagen mit dem Eisenacher Güterbahnhof das Karl-Alexander-Bad am linken Hörselufer. Es wurde durch einen schon in den 1980er Jahren vermauerten, etwa 50 m langen Fußgängertunnel an der Köppingbrücke zwischen Gothaer Straße und Eichrodter Weg erreicht, der auch als Schulweg für die in diesem Teil der Oststadt wohnenden Schüler benutzt wurde.
Im Jahr 1914 wurden 1200 Schüler beschult. An das dreigeschossige Hauptgebäude, Altstadtstraße 30, fügten sich schützend je ein kurzer West- und Ostflügel an. Die Südseite wurde von dem im Halbkreis gestalteten eingeschossigen Arkadengang mit Zinnenkranz umschlossen. Der so gestaltete Lichthof und der Arkadengang wurden bei der letzten Umbauphase (2001–2003) durch einen Turnhallenanbau teilweise ersetzt.
Im Zweiten Weltkrieg diente das unbeschädigte Schulgebäude zeitweise als Notlazarett. In der DDR-Zeit wurde die Schule als 3. Polytechnische Oberschule betrieben und nach dem 1934 von den Nationalsozialisten ermordeten Thüringer SPD-Landtagsabgeordneten und Pädagogen Erich Mäder benannt. An der Schule wurden im Schuljahr 1988/89 1053 Schüler in 35 Klassen von 71 Lehrern unterrichtet.

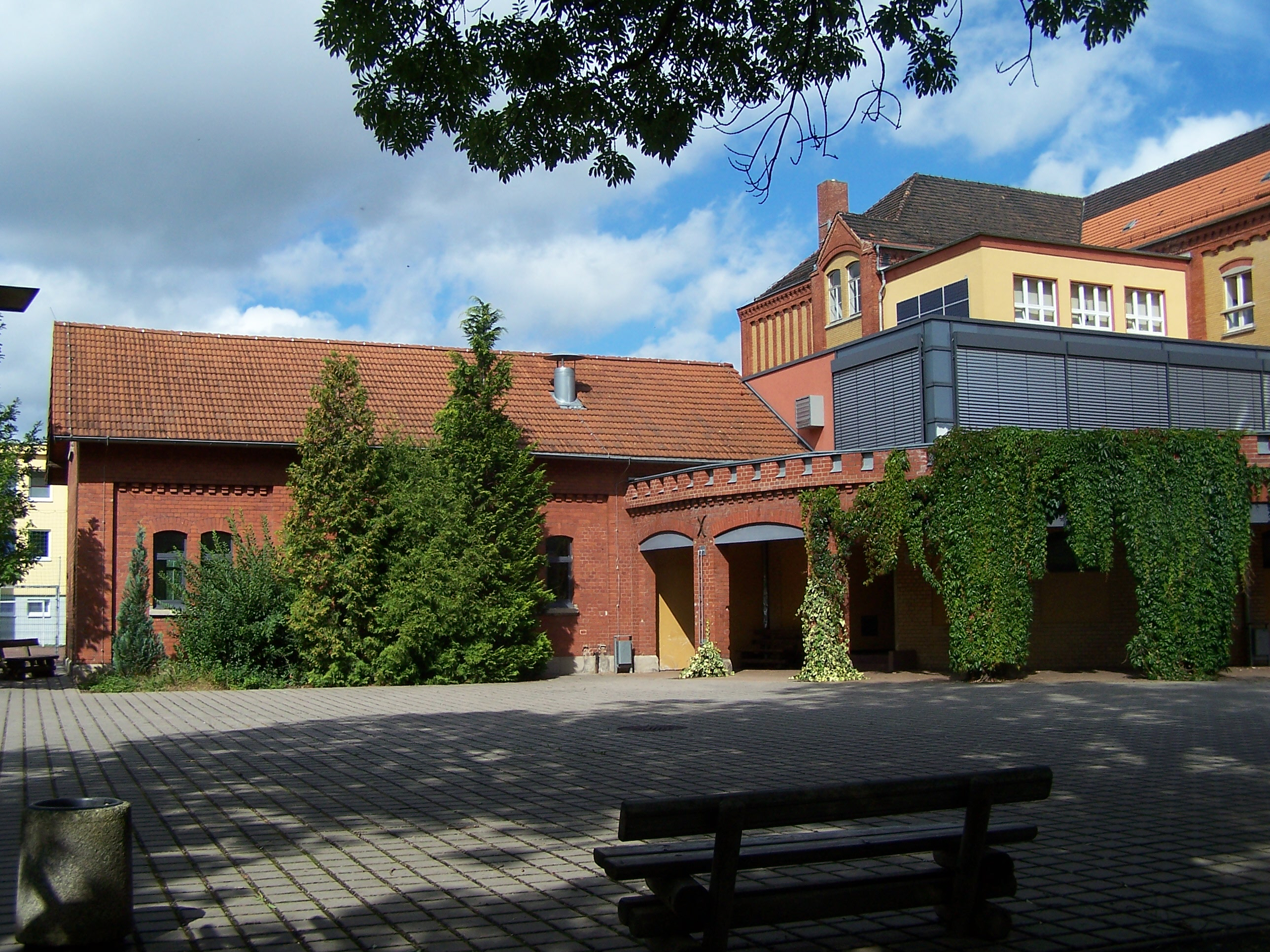
Blick von Osten in den heutigen Schulhof

Mit dem Schuljahr 1991/92 wurde die Oststadtschule als 2. Staatliche Regelschule im Eisenacher Schulnetzplan geführt. Nach Prüfung der noch weitgehend original erhaltenen Bausubstanz wurde die Schule 1993 in die Eisenacher Denkmalliste des Freistaates Thüringen eingetragen. 2001 bis 2003 erfolgte eine umfassende Modernisierung des Gebäudes mit Umbau und Erweiterung der Sporthalle und Installation einer Photovoltaikanlage. Die Schulnetzkonzeption der Stadt Eisenach sieht die Auflösung der Regelschule zum Ende des Schuljahres 2012/13 und die Gründung einer Gemeinschaftsschule am Standort ab Beginn des Schuljahres 2013/2014 vor.
Mit der Bekanntgabe des neuen Schulnetzplanes wurde im Mai 2011 die Schließung oder Umwidmung der Oststadtschule publik, was sofort auf heftigen Widerstand in der Eisenacher Bevölkerung und im Eisenacher Stadtrat stieß.
Mit Beginn des Schuljahres 2013/2014 wurde die bisherige Grundschule Am Petersberg in das Gebäude der Oststadtschule verlegt und teilt sich das Haus mit der ersten Eisenacher Gemeinschaftsschule. Es ist vorgesehen, dass die Gemeinschaftsschule mit dem Elisabeth-Gymnasium Eisenach kooperiert. Für den Besuch der neuen Gemeinschaftsschule hatten sich bis zum Anmeldeschluss am 16. März 2013 13 künftige Fünftklässler angemeldet.

## Bekannte ehemalige Schüler
- Ralf Päsler (* 1955), ehemaliges Mitglied des Thüringer Landtages